# 遠藤史也
遠藤 史也（えんどう ふみや、1995年7月9日 - ）は、日本の俳優、モデル。静岡県出身。フリーランス。

## 来歴
2016年、青山学院大学在学中に大型ファッションイベントGirls Award 主催のBoys Award Auditionにて、1万通以上の応募の中から、グランプリとメンズノンノ賞を受賞。
2017年7月、フジテレビ『セシルボーイズ』で、俳優デビュー。
2020年6月号にて、『MEN’S NON-NO』専属モデルを卒業。
2021年3月、エイベックス・マネジメントを退社することを発表した。

## 出演

### 映画
- 食べる女 (2018年9月21日公開、東映) -哲太 役
- PRINCE OF LEGEND (2019年3月21日公開、東宝) - 翔 役
- ビート・パー・MIZU (2019年公開、SPOTTED PRODUCTIONS) - 早瀬水 役
- 貴族誕生 -PRINCE OF LEGEND- (2020年3月13日公開、東宝) - 翔 役
- 泣いたことがないなんて、嘘つきめ (2020年公開、SPOTTED PRODUCTIONS) - 杉本 役
- Bittersand (2021年6月25日公開、ラビットハウス) - 澤村涼平 役
- アリスの住人 (2021年12月4日公開) - 白戸集也 役
- ウィーアーデッド (2022年7月18日公開、Nothing Production)
- 甲州街道から愛を込めて (2022年8月5日公開、キングレコード) - タイチ 役
- あとがき（2024年3月1日公開、TeamDylan） - W主演 レオ 役[5][6]
- 糸 (2024年5月6日公開、GionMedia)
- 空虚に響く (2025年6月25日公開、Nothing Production) - ヒロト役
- 岡本万太 (2025年9月公開予定)
- プロジェクト・カグヤ（2025年10月31日公開予定、ムービック） - KOZI 役[7]

### テレビドラマ
- セシルボーイズ 第2話 (2017年7月3日、フジテレビ) - 遠藤卓也 役
- 目玉焼きの黄身 いつつぶす? (2017年11月16日 - 11月27日、MBS)  - 靖雄 役
- ゼロ 一獲千金ゲーム (2018年7月15日 - 9月16日、日本テレビ) - 桜井 役
- PRINCE OF LEGEND (2018年10月4日 - 12月6日、日本テレビ) - 翔 役
- 警視庁捜査資料管理室(仮) 弟5 - 6話 (2018年10月1日 - 12月10日、BSフジ)
- きのう何食べた? (2019年4月6日 - 6月29日、テレビ東京) - 林田 役
- 100文字アイデアをドラマにした!第6話 (2020年1月6日 - 3月23日、テレビ東京) - 黒田純平 役
- アイゾウ 警視庁・心理分析捜査班 (2022年3月29日、フジテレビ) - 馳谷川命 役
- にがくてあまい 第一話 (2023年4月19日、 東海テレビ) - 飯村駿 役

### 配信ドラマ
- 賭ケグルイ双 (2021年3月26日配信、Amazon Prime Video) - 伊吹壮太郎 役
- 地面師たち (2024年7月25日配信、Netflix) - 日高直人 役
- 東京彼女 『推し活篇』(2024年8月2日配信、Youtube) - 神田しんじ 役

### 舞台
- 『海霧』(2025年6月25日 - 6月29日、シアターブラッツ) - 主演(Wキャスト) ドンシク 役

### CM
- ラクマ (2018年)
- Google Xiaomi 11 T (2022年)
- With (2022年)
- MERRELL (2024年)

### MV
- 杏沙子 『花火の魔法』 (2018年)
- とけた電球 『焦がれる』 (2019年)
- 伊藤千晃 『真夜中の処方箋』 (2020年)
- にゃんぞぬデシ 『まぼろし』 (2021年)
- This is LAST 『情とは』 (2023年)

### PV
- ふるさとワーキングホリデー 『秋田』 篇 (2019年)
- オータグループ『君はLucky Boy Friend』 (2020年)
- ふるさとワーキングホリデー 『岐阜』篇 (2022年)

### ナレーション
- ガクチカ卒業日(2025年3月1日、関西電力)